# TDK庄内
TDK庄内株式会社（ティーディーケイしょうない）は、かつて電子部品の製造・販売を行っていた会社。TDKの100%出資の子会社で、山形県鶴岡市に本社を置いていた。

## 本社・生産部
- 本社・鶴岡工場 - 山形県鶴岡市山田油田97
- 鶴岡東工場	- 山形県鶴岡市宝田1-14-38
- 酒田工場 - 山形県酒田市宮海字明治99-19
- 飯田工場 - 長野県飯田市松尾明7659

## 沿革

### 合併前
- 1968年（昭和43年）
  - 2月15日 - ユザTDK株式会社設立。
  - 9月10日 - 鶴岡TDK株式会社設立。
- 1981年（昭和56年）9月26日 - 酒田TDK株式会社設立。
- 2001年（平成13年）11月28日 - TDKが秋田県と山形県にある100%出資の子会社11社のうち、8社を3社に統合すると発表。

### 合併後
- 2002年（平成14年）4月1日 - 鶴岡TDKが酒田TDKとユザTDKを吸収合併し、商号をTDK庄内マニュファクチャリング株式会社に変更。
- 2005年（平成17年）4月1日 - 商号をTDK庄内株式会社に変更。
- 2010年（平成22年）10月1日 - TDK飯田株式会社を吸収合併[2]。
- 2012年（平成24年）9月 -  遊佐工場閉鎖。
- 2022年（令和4年）4月1日 - TDK甲府と共にTDK秋田（存続）に吸収合併され、TDKエレクトロニクスファクトリーズ株式会社へ改称。これに伴いTDK甲府と共に法人消滅[3][4]。

## 生産品目

### 鶴岡工場
- リードレスインダクター
- SWRG電源

### 遊佐工場
- セラミックレゾネータ
- P-PTC

### 酒田工場
- コモンモードフィルター

### 飯田工場
- 巻線コイル

デジタルカメラや車など幅広いニーズで使用されている。